# Funisciurus lemniscatus
Funisciurus lemniscatus — вид гризунів родини Sciuridae. Зустрічається в Камеруні, Республіці Конго, Демократичній Республіці Конго та Екваторіальній Гвінеї. Її природним середовищем існування є субтропічні або тропічні вологі низинні ліси.

## Характеристики
F. lemniscatus досягає середньої довжини голови й тулуба від 15,0 до 17,7 сантиметрів, а довжина хвоста — від 115 до 145 сантиметрів. Вона важить приблизно від 120 до 160 грамів. Довжина задніх лап становить від 33 до 41 міліметра. Це мала вивірка з коричневим хутром на спині та тонким чорним і піщаним волоссям. З кожного боку тіла є дві темно-коричневі або чорні смуги, що тягнуться від шиї до тулуба. Внутрішні смуги розділені коричневою спиною, зовнішні — вужчою жовтувато-коричневою смугою. Хутро на животі біле або піщане. Хвіст густий з довгим волоссям, верхня сторона сірувато-піщана, а нижня — жовтувато-піщана.

## Спосіб життя
Живе поодинці або, рідше, парами чи невеликими групами. Поодинокі особини становлять найбільшу частку спостережень – близько 59%, парами – близько 21%, невеликими групами по три особини – 11% та групами по чотири особини – 7%. Ведуть денний спосіб життя і, як вправні дереволази, живуть на гілках дерев. Вони активні протягом дня від світанку до раннього вечора. Зазвичай вони шукають їжу на землі або в підліску та на низьких деревах, дуже рідко на висоті вище п'яти метрів. Круглі гнізда мають діаметр близько 21 сантиметра, окремі особини використовують кілька разів. Зазвичай вони будують їх з окремих великих листків, які обмотують рослинними волокнами та оснащують двома або трьома входами. Вони будують їх на гілках кущів та невеликих дерев, на ліанах або на стовбурах дерев та купах дерев на землі. Як і інші види роду, ці тварини переважно травоїдні, харчуються фруктами та насінням, що становить близько 59% їхнього раціону. Вони також споживають порівняно велику частку комах та інших безхребетних (36%), деякі з яких збираються з кори та щілин за допомогою довгих язиків. Серед комах вони переважно харчуються мурахами та термітами.